# 代尔切沃
代尔切沃是北马其顿东部代尔切沃市镇内的城镇及其行政中心，位于布雷加尔尼察河畔，距离首都斯科普里约160公里。
代尔切沃的名字是为了纪念北马其顿最伟大的革命英雄之一的戈采·代尔切夫。

## 友好城市
- 保加利亚布拉戈耶夫格勒